# المؤامرات الأمريكية
المؤامرات الأمريكية:الأكاذيب والأكاذيب والأكاذيب القذرة التي تخبرنا بها الحكومة هو كتاب للفنان والسياسي والحاكم السابق لمينيسوتا جيسي فنتورا، جنبا إلى جنب مع ديك روسل. ونشر بواسطة دار نشر Skyhorse Publishing في عام 2010.
في 21 مارس، تم إدراج الكتاب في المرتبة التامنة من قسم الكتب الواقعية لمجلة الناشرون الأسبوعية، وفي المرتبة 7 من القسم في الأسبوع الموالي.

## محتوى الكتاب
يناقش الكتاب نظريات المؤامرة المتعلقة بالعديد من الأحداث البارزة في تاريخ الولايات المتحدة. ويجادل فنتورا من خلاله بأن أحداثاً مثل اغتيال الرئيسين السابقين للولايات المتحدة أبراهام لنكولن وجون كينيدي، وعمليات اغتيال مارتن لوثر كينغ الابن، ومالكوم إكس، وروبرت كينيدي، وفضيحة ووترغيت، ومذبحة جونستاون، وانتخابات الرئيس الأمريكي السابق جورج دبليو بوش والأزمة المالية للعامين 2007-2010 إلى إجراء تحقيقات أكثر شمولاً، كما يناقشان التغطية المزعومة للأحداث والمعلومات المتعلقة بهجمات 11 سبتمبر. ويشير فينتورا إلى أدلة مادية لبعض هذه الادعاءات، مستشهدا بشهادات لشهود عيان. كما يستند جزء كبير من الكتاب إلى وثائق حكومية ومقالات من اخر صفحات الإعلام الأمريكي السائد مثل نيويورك تايمز ونيوزويك وواشنطن بوست. ويجد الكتاب خيوطًا مشتركة تربط بين اغتيال كينيدي وفضيحة ووترغيت وإيران / كونترا وحتى 11 سبتمبر. حيث بعض العناصر نفسها متورطة في كل هذه الأحداث. لم تؤدي أي من هذه الأحداث إلى إجراء تحقيق من قبل الشرطة المحلية، كما هو مطلوب بموجب القانون. لم تجر أي محاكمات جنائية في أي من هذه الحالات، والتي قد أدت إلى التحقيق مع سلطة الاستدعاء.
في كتابه، الذي يعتمد جزئياً على سلسلته التلفزيونية نظرية المؤامرة مع جيسي فينتورا، يؤكد فينتورا أيضاً أن أحد عملاء وكالة الاستخبارات المركزية عمل في حكومة مينيسوتا إبان إدارته لها، وأنه تم التحقيق معه من قبل مجموعة كبيرة من عملاء وكالة المخابرات المركزية حول حملته المستقلة الناجحة كحاكم لمينيسوتا، وأن وكالة المخابرات المركزية استخدمت عملاء مزدوجين لإسقاط الرئيس الأمريكي السابق ريتشارد نيكسون.